# Історія села Болгарка

## Історія

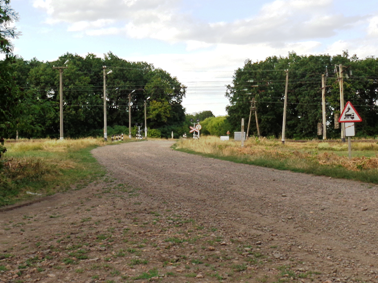
село Болгарка

У Врадіївській громаді є велика кількість сіл, які практично зникли або зникають з карти. До таких сіл відноситься с. Болгарка, що сьогодні входить до Сирівського старостинського округу. Офіційно в с. Болгарка зареєстровано 15 жителів, фактично сьогодні проживає 3. Але на просторах України є десятки людей, які ідентифікують себе саме з цим краєм, прагнуть пізнати своє коріння.
Тому краєзнавці Сирівської гімназії вирішили дослідити історію поселення (наскільки сьогодні це можливо), виконати свій громадянський обов'язок перед людьми, які протягом століття  народжувалися, проживали, розвивали край, відійшли у засвіт і навічно спочивають в цій землі.
Нащадки пам'ятають про предків, в поминальні дні відвідують предків, згадують. Щороку сюди прибуває сотня нащадків. І все це підтверджує думку про те, що поки жива пам'ять — село не зникає, заслуговує того, щоб нащадки знали про перших жителів, про трудовий і бойовий шлях, яким їм прийшлося пройти.
Історія с. Болгарки тісно пов'язана з добою модерн, яка розпочалася в другій половині ХІХ ст., і, насамперед з будівництвом і введенням в експлуатацію першої залізниці Наддніпрянської України Одеса — Балта — Ольвіополь — Єлисаветград.
11 березня 1863 р. імператор Олександр ІІ затвердив Статут товариства Одесько — Київської залізниці, що поклало початок старту будівництва: підібрано керівництво, проведено відчуження земель, виділено державні кошти. Керівником робіт призначено барона Унгерн — Штернберга.
Будівництво залізниці Одеса — Балта розпочалося 04.05.1863 р., а рух поїздів розпочався  04.12.1865 року, у 1867 р. вітка дійшла до Ольвіополя (Первомайськ), а 13.09.1868 р. до м. Єлисаветград (Кропивницький). На цій вітці за 26 км від Любашівки і 16 км від Кам'яного мосту і виникає роз'їзд Сирове за 4 км від с. Сирове.
Поруч з ним на початку ХХ ст. поселилася група жителів із Сирового. В межах Врадіївської волості утворилося поселення Болгарка, в подальшому село (офіційно засноване в 1915 році).
Назва поселення походить від назви хутора Булгарка (Когана), який був розташований неподалік, заснований в 1833 році, де поселилися «мещане-арендаторы на владельческой земле» землевласника спадкоємців дворянина Гадомського. Поселення знаходилося на транзитному шляху до Мариновки і підпорядковувалося Головльовській волості (сьогодні це в межах Доманівської громади). (див. М.Березницький, В.Кравченко. Врадіївщина: із скрижалів пам'яті. Книга перша, стор. 195).
1906 році розпочалася аграрна реформа П.Столипіна, яка дозволила відчужувати землі з общинного землеволодіння, набувати право приватної власності, виходити на хутора. Так виникли Сирівські хутори, куди переселилися жителі с. Сирове.
В 1911—1917 рр. офіційно існували поселення Сирівські хутори.
В 1916 році в поселенні — 8 селянських господарств, проживало 40 жителів, в тому числі 19 чоловік, 21 жінка (із книги М. Березницького, стор. 227).
Після 1920 р. хутори розпалися. Залізничний роз'їзд створено на 103 версті від залізничної станції Бірзуяк (Подільськ). В 1916 році тут існує 25 господарств , 69 жителів, в тому числі 39 чоловік, 30 жінок.
(Список населенных мест Херсонской губернии. По данным Всероссийской сельськохозяйственной переписи 1916г.,  див. Брезицький, стор. 228).
Отже, населення с. Болгарка формувалося із людей, що займалися сільським господарством та працювали на залізниці.
Керуючись цими даними, вважаємо, що в 2025 році Болгарці — 110 років.

## Село Болгарка утворилося напередодні Української революції  та боротьби за збереження української державності  (1917—1921р.). Події неоднозначні, розвивалися динамічно, одна влада змінювалася іншою
За Берестейським договором  1918 р. землі Півдня перебували під австрійською окупацією. Центральну раду замінив гетьманат Павла Скоропадського.
В грудні 1918 р. роз'їзд Сирове бачив війська С.Петлюри, почався період «отаманщини», через край Омелянович — Павленко проводив «перший зимовий похід». Побували тут війська Т. М. Гуляницького (Червона армія), загони Н.Махна, Г.Григор'єва.
З травня 1919 р. Болгарка входить до Врадіївської хліборобської республіки, що проголошена кривоозерським поміщиком Люстгартеном, встановлена при допомозі капітана царської армії Костянтина Колоса. Територія республіки простяглася вздовж залізниці від Любашівки до Голти, селяни їх підтримували через ненависну політику «воєнного комунізму».
Війська Колоса були розгромлені радянськими частинами.
5 місяців край перебував під владою денікінців (з вересня 1919 р.), після їх розгрому — остаточно встановлена більшовицька влада (з лютого 1920 р.).
З 1923 р. Болгарка входить до Сирівської сільської ради, 5275 жителів, даних окремо по с. Сирове і Болгарці немає. (із книги М.Березницький. Із скрижалів памяті ХХ сторіччя, книга 2, ст.33).
В 20-і роки ХХ століття впроваджується політика непу. Жителі села мали можливість зручним залізничним транспортом продавати лишки сільськогосподарської продукції в смт. Любашівка, Врадіївка т.і.
Але так було недовго, з 1928 р. мова йде про колективізацію, насильницьку.
В 1930 році в селі створено колгосп імені Каманіна.
Неохоче йшли селяни до колгоспу, особливо заможні селяни. Влада проводить конфіскацію, на базі садиб куркуля створюється правління колгоспу.
Не оминув жителів і голодомор 1932/33рр., але жертв  тут менше, як в с. Сирове, була можливість залізничним транспортом виїхати в міста, дещо обміняти на хліб. Даних про кількість померлих голодною смертю по с. Болгарка не збереглося.
Не оминули село  і  події фашистської навали. С. Болгарка  окуповане 6 серпня 1941 р., визволено — 29 березня 1944 р., відзначилися на фронті — Кулеша Володимир, Врадій Семен та десятки інших.
Постійно перебував жандармський пост, який охороняв роз'їзд, але це не врятувало окупантів. При допомозі Сирівського підпілля, яке було зв'язано з партизанським загоном «Буревісник», що діяв в Савранському лісі вдалося підірвати на 103 км потяг, що рухався на фронт з боєприпасами в 1943 р.
Імена учасників бойових дій (загиблих і тих хто повернувся живим) зберігаються в Книзі пам'яті сировлян та висічені на обеліску слави. С. Болгарка входило в Трансністрію. Як розповідали очевидці, окупанти запровадили трудову повинність для населення обох статей від 16-60 років. Тих, хто ухилявся від цього, наказано поселяти в трудові табори. Тривалість робочого дня від сходу до заходу сонця. Вся продукція суворо обліковувалася і вилучалася для потреб «румунської держави та її доблесної армії». Всіх, хто порушував окупаційний порядок карали нагаями, тюрмою, смертю.
Голтянський префект Модест Ізопеску, наслідуючи свого губернатора Георгія Алексяну, видав наказ 13.12.1941 р. "В цьому році мови про розподіл землі бути не може… Просапні культури діляться між сім'ями по кількості працездатних душ. Хто ухилятиметься,  буде працювати під наглядом жандармів. Тривалість робочого дня від сходу до заходу… ".Створена система каральних органів забезпечувала тотальний контроль. В с. Сирове і Болгарці діяв укомплектований жандармський пост, який очолював плутонер (старшина) Тома.
Як не лютували жандарми, але їх час прийшов, настало довгоочікуване визволення 29.03.1944 р.
Після цього «польовий військомат» мобілізував всіх чоловіків у віці 18-60 років і без підготовки їх було кинуто в Ясько — Кишинівську операцію, де непідготовлені до військової служби воїни в більшості загинули.
Перед втечею румуни вивезли трактори, причіпний реманент, машини та іншу техніку, Сирівська МТС була повністю розграбована.
Після визволення с. Болгарка були обраховані збитки завдані колгоспу імені Каманіна (с. Болгарка), вони становлять мільйони карбованців.
Важко давалася відбудова, але колгоспники, залізничники все робили, щоб життя відроджувалося, запрацювала початкова школа, розвивається ферма великої рогатої худоби, вівчарство.
Було відроджено правління колгоспу ім. Каманіна, головами правління працювали Висоцький А. Л., Царалунга Я. Г., головою сільради Романенко М. Г., секретарем Ніна Дубенко.
Жителі розуміли, що треба відроджуватися, допомагати фронту. В квітні 1944 р. сільський голова Микола Романенко звернувся до жителів: «Ми повинні допомагати фронту, там наші діти, онуки, сини, чоловіки. Поділимося з ними хто чим може». І жителі відгукнулися, підписувалися на державні позики відбудови народного господарства: в травні 1946, в 1947- другу позику.
В 1946 році посівні площі колгоспу імені Каманіна досягли довоєнного рівня.
20 червня 1950 р. розпочалася реорганізація колгоспів (об'єднання), колгосп імені Каманіна об'єднався з колгоспами ім.. Котовського та ім. Фрунзе  в єдине господарство — імені Котовського, головою було обрано С. М. Болгарина, а 7 вересня 1954 року три колгоспи об'єдналися в один, його очолив Сергій Матвійович Болгарин, територія бувшого колгоспу імені Каманіна входила до 3 бригади.
В цей час було збільшено капіталовкладення, розвивалися ферми, поступово надходила техніка, село розвивається, збільшується кількість населення Болгарки.

## Значні зміни відбувалися в 60-80-х роках
Це період, коли було обрано тактику проголошену М.Хрущовим про «неперспективні села». Саме на цей період припадає значний розвиток матеріально-технічної бази колгоспу, поліпшення матеріальних умов сільського населення, ріст машинно-тракторного парку, підвищення врожайності у рослинництві, ефективність тваринництва, рентабельність господарства.
Одночасно жителі с. Болгарка розуміють, що перспектив на майбутнє залишається  все менше і менше, тому прагнуть залишити село, переселяючись в с. Сирове, Любашівку, Врадіївку, а молодь вибуває на навчання у великі міста, де  знаходять і свою долю, і роботу.
На цей період прийняли рішення закрити молочно — товарну ферму, яка давала основні робочі місця, славилася великими надоями молока. Пам'ятають добрим словом завідуючих фермою: Царалунгу Якова, Федора Рабцуна, передову доярку, нагороджену урядовими нагородами Ганну Калениківну Мурзак.
Ліквідовано на рубежі 60-70-х років вівчарство, зроблено на базі ферми качатник, в якому тривалий час працювала Фордуй Ольга Тимофіївна.
Поля обробляє мехзагін № 3, де тривалий час бригадиром працював Шевченко Василь Дмитрович, бригадиром рільничої бригади Голтей Аким Іванович, значна частина трактористів уродженці с. Болгарка.
Пам'ятають жителі і гарного продавця Олексія Болгарина (Альоша), фельдшера, що обслуговує село Остапчук Уляну Іллінічну.
Зменшення населення призвело до закриття початкової школи у 1967 році (вчитель Латій Ольга Мефодіївна). Значна частина дітей перейшла на навчання в Сирівську середню школу.
При школі був інтернат (з кінця 60-х років), де діти впродовж тижня перебували під наглядом вихователя, няні, повара, діти відносилися до них як до рідних. Добрим словом згадують вихователя Мардар Н. Т., няню Докію Мардар, повара Марію Сетір. В інтернаті також проживали молоді вчителі, відносилися до дітей як до рідних.
Щосуботи після уроків до школи під'їжджав Олексій Барський — їздовий, на санях або підводі простелено сіно, накрите рядном, діти всідалися і вирушали додому — веселі, щасливі, часто з улюбленими піснями, а в неділю ввечері, або в понеділок раненько вирушали на гумовому транспорті до рідної  школи. В 1981 році інтернат закрито через відсутність дітей.
Керівництво села і колгоспу Шептицький Д. І. (голова сільської ради 1961—1984 рр., голови колгоспу Балабан Т. І. (1959—1969 рр.), Канцур В. О. (1969—1972 рр.), Московчук Г. Ю. (1972—198…), Клівенко М. І. (1983—1995 рр.)) прагнули щось зробити, зміцнити базу, дорогу, але об'єктивний процес зменшення кількості населення, вони зупинити не могли, забезпечити постійний транспортний  зв'язок, створити ФАП, зберегти школу не вдалося.
Окремо хочеться сказати про залізничків, які є найдавнішим населення села, адже їх відлік починається з 1868 року — більше 150 років.
Багато імен не збереглося в пам'яті.
Була самодостатня залізнична станція, де зупинялися потяги, що курсували до великих міст, працювала дружня бригада. Особливо пам'ятають жителі начальника станції, ветерана Другої світової війни Кулешу Володимира.
При ньому було збудовано будинок залізничника, який зберігається і сьогодні. Колектив був дружнім, часто збиралися разом.
Сьогодні на 103 км зупиняється потяг Подільськ — Помічна, який дає можливість задовільного транспортного сполучення з містами і селищами України.
Після 1991 року демографічна криза посилюється. Цікавими за цей період є розповіді старожила Барського Михайла Івановича (1902—2000 рр.). Який  працював залізничником, а з виходом на пенсію — сторожем. Голова колгоспу Московчук Г. Ю. називав діда «нічним головою колгоспу», його вдень і вночі можна було зустріти на польових  дорогах і запитати, яка ситуація на полях. «Все добре, але на полі № 3 потрібно зробити просапку» — підказував дід Михайло.

## За даними соціально-економічного паспорту села Сирове в 2006 році
|                         | С. Сирове | С. Болгарка |
| Наявність дворів        | 600       | 36          |
| Населення               | 1514      | 44          |
| чоловіків до 18 р.      | 155       | 4           |
| жінки до 18 р.          | 137       | 2           |
| чоловіки від 18 до 60р. | 378       | 14          |
| жінки від 18 до 55 р.   | 328       | 16          |
| Чоловіки ст. 60р.       | 114       | 2           |
| Жінки ст. 55 р.         | 402       | 6           |

В 90-і роки проходить розпаювання землі. Основні землі, які належали жителям Болгарки перебувають в руках фермерів, одноосібників.
Тваринництво практично відсутнє.

## На сьогоднішній день в с. Болгарка постійно проживають
Фордуй Зінаїда Петрівна з чоловіком Володимиром та Чабан Марія — пенсіонери.
Вони є основними охоронцями Пам'яті, історії села, де напротязі століття проживали працьовиті, талановиті, підприємливі люди.
Вони хочуть, щоб про них не  забували. Прагнуть цього й ті, в чиїй біографії згадується с. Болгарка, щоб розповісти про це своїм дітям, онукам, правнукам.
Хто винен, що села зникають з карти України?
Ніхто. Це об'єктивний  процес в умовах індустріального суспільства. Якщо раніше для обслуговування сільської землі потрібні були сотні, тисячі працівників, то сьогоднішня техніка дозволяє це робити десяткам, та й немає сьогодні в селі людей, які були б готові працювати доярками, фуражирами на фермах, з сапами в руках обробляти буряки та інші культури. Буття впливає на  свідомість, на життєвий вибір.
Ми маємо поклонитися тим, хто розвивав нашу Україну в умовах переважно ручної праці, в умовах військових лихоліть, ми маємо зберегти їх історію, яка надихає нас сьогодні  вистояти і перемогти ще в більш складніших умовах.

## Використані джерела:
1.     Історія міст і сіл. Миколаївська олбласть.Миколаївська область
2.     М.Березницький, В.Кравченко. Врадіївщина: із скрижалів пам'яті. Книга перша, Врадіївка, 2014 р.
3.     Микола Березницький. Врадіївщина. Із скрижалів пам'яті ХХ сторіччя. Книга друга. Одеса, 2016 р.
4.     Матеріали краєзнавчого музею с. Сирове.

## Додатки:
1.            Село Болгарка на карті.
2.            Латій Ольга Мефодіївна — незмінний вчитель села Болгарка.
3.            Залізничники 103 км.
4.            Відомі люди села Болгарка.